# Hi-de-Hi!
Hi-de-Hi! är en brittisk komediserie som sändes i åtta säsonger på BBC mellan 1980 och 1988.

## Handling
Maplin's Holiday Camp är campingplatsen där personalen tänker på allt. Utom gästerna.

## Utmärkelser
Hi-de-Hi! vann ett BAFTA Award för bästa TV-komedi 1984.

## Rollista i urval
- Paul Shane - Ted Bovis
- Ruth Madoc - Gladys Pugh
- Jeffrey Holland - Spike Dixon
- Felix Bowness - Fred Quilley
- Su Pollard - Peggy Ollerenshaw
- Diane Holland - Yvonne Stuart-Hargreaves
- Nikki Kelly - Sylvia Garnsey
- Simon Cadell - Jeffrey Fairbrother (säsong 1-4)
- Leslie Dwyer - mr Partridge (säsong 1-5)
- David Griffin - major Clive Dempster DFC (säsong 5-8)
- Kenneth Connor - Sammy (säsong 6-8)